# フール・フォー・ザ・シティ (アルバム)
『フール・フォー・ザ・シティ』（Fool for the City）は、イギリスのロック・バンド、フォガットの5作目となるアルバム。1975年9月15日にリリースとなった。
彼らの代表曲となったタイトル曲および「Slow Ride」が収録された本作は、彼らにとって初めてのプラチナ認定を受けたアルバムとなった。また本作は、オリジナル・メンバーのベーシスト、トニー・スティーヴンズの脱退後初の作品でもある。
プロデューサーのニック・ジェイムソンがベースおよびキーボードを担当し、彼はアルバム最後に収録された「Take It or Leave It」をデイヴ・ぺヴァレットと共作している。ジェイムソンは裏ジャケットの写真に写っているが、彼が本作を従えてフォガットとツアーに出たかは確認されていない。本作のリリース直後、新たなベーシスト、クレイグ・マクレガーが加入したが、ジェイムソンはその後20年の間に断続的にバンドのプロデューサー、レコーディング・エンジニアを務めている。

## アルバム・ジャケット
アルバム・ジャケットにはドラマーのロジャー・アールがニューヨークのマンハッタン、イースト・ヴィレッジのフォガットの米国の事務所の所在地、イースト・11番ストリート(2番アヴェニューと3番アヴェニューの間)の近所のマンホールに向かって箱に腰掛け、釣りをしている様子が写っている。裏ジャケットには、アールの様子を懐疑的な目で眺める見物人たちとバンドの他のメンバーたちが捉えられている。バンドのメンバーたちは彼に何をしているのか尋ねているか、やめさせるために説得しているように見える。2014年のインタビューでアールはこの写真が撮影された状況について次のように語っている：
| 「 | あれは日曜の朝で、俺は睡眠を取っていなかった。(中略)ニック・ジェイムソンのアイデアだったんだ。(中略)俺が釣り好きだったからね。俺たちはマンホールの蓋を開けて、俺が箱に座った。すぐさまニューヨーク市警がパトカーでやってきたよ。彼らは俺たちを見ながら車の窓ガラスを下ろした。俺たちは「やっべえ」と思ったけど、彼らは「おい!お前らは釣りの免許を持っているのか?」と大声で声をかけてきて、それから笑い出したんだよ。彼らはこちらにやってきて「お前ら一体何をしているんだ?」なんて言ってきた。彼らは俺に手錠をかける写真を何枚か撮って去っていったよ。ニューヨーク市警の連中は最高だね。 | 」 |

## 収録曲
Side 1
1. Fool for the City (Dave Peverett) – 4:33
2. My Babe (Bobby Hatfield, Bill Medley) – 4:35
3. Slow Ride (Dave Peverett) – 8:14

Side 2
1. Terraplane Blues (Robert Johnson) – 5:44
2. Save Your Loving (For Me) (Peverett, Rod Price) – 3:31
3. Drive Me Home (Peverett) – 3:54
4. Take It or Leave It (Peverett, Nick Jameson) – 4:49

## 参加ミュージシャン
- ロンサム・デイヴ・ぺヴァレット Lonesome Dave Peverette – リード・ボーカル、リズム・ギター
- ロッド”ザ・ボトル"プライス Rod "The Bottle” Price – リード・ギター、アコースティック・ギター、スライド・ギター、スティール・ギター、ボーカル
- ロジャー・アール Roger Earl – ドラムス、パーカッション
- ニック・ジェイムソン Nick Jameson – ベース・ギター、キーボード、ギター、ボーカル、プロデューサー、エンジニア

プロダクション
- トニー・ロウ Tony Loew – 写真撮影
- トニー・アウティダ Tony Outeda – コーディネーター[6]